# Куковерова, Нина Петровна
Нина Петровна Куковерова (25 ноября 1927 — декабрь 1943) —  пионер-герой, партизанка, разведчица Великой Отечественной войны, замучена и убита фашистами в декабре 1943 года.

## Биография
Родилась 25 ноября 1927 года в Ленинграде в многодетной семье рабочего. В детстве переболела корью и стала заикаться. В 1935 году Нина стала ученицей Ленинградской школы. В летний период семья уезжала на отдых в деревню Нечеперть Тосненского района, где снимала дом. В июне 1941 года Великую Отечественную войну они встретили именно там, на отдыхе. В конце августа немецкие войска оккупировали село Шапки и деревню Нечеперть. Отец в первые дни войны был призван на фронт, а Нина с семьей находилась в деревне. Она стала помогать партизанам, на время пребывания немцев в деревне вывешивая на плетень сигнал-предупреждение для партизан — белую скатерть.
В 1942 году всех членов семьи отправили в немецкий лагерь в город Гатчину, а через два месяца перевели в деревню Улитино Идрицкого района Великолукской области. Куковеровы заселились в дом к семье партизана Николая Бабанова. Именно с того момента девочка решила присоединиться к партизанам.
Из характеристики на бывшего члена ВЛКСМ Идрицкой подпольной комсомольской организации Куковерову Нину:
В холодный декабрьский вечер 1942 года в штаб отряда Ботова 1-й Калининской партизанской бригады пришла черноволосая, черноглазая девочка Нина, на вид ей было лет 12. Командир отряда долго и внимательно разговаривал с Ниной и выяснил, что она решила связать свою жизнь с партизанским отрядом, чтобы мстить немецким фашистам за отца, погибшего на Ленинградском фронте.
Девочка была определена во взвод разведки. Ходила по населённым пунктам, выпрашивала еду — под этой легендой вела разведывательную работу, расклеивала листовки. Вскоре немецкие войска были выбиты из этой местности, а Нина продолжала работу на железной дороге Себеж-Идрица и на шоссе Себеж-Полоцк. Она оценивала движение эшелонов поездов, колонн автомашин. Много приходилось работать с местными жителями — получала сводки и доводила их до населения, была связной подпольной комсомольской организации. В конце 1943 года приняла участие в разгроме базы эсэсовцев в деревне Горы. По добытым ею сведениям была проведена успешная операция.
Немцы долго вели охоту за партизанкой Куковеровой, даже обещали вознаграждение за сведения о ней. В декабре 1943 года, во время выполнения задания, староста-предатель сдал её карателям. Нину долго пытали и мучали. Информацию о расположении партизанских отрядов она не выдала. Фашисты сначала отрубили ей руку и ногу, отрезали и посыпали солью грудь и с петлей на шее бросили в подвал умирать.
Похоронили её в Идрице Себежского района, ныне Псковской области в братском захоронении. Долгие годы местом памяти о ней был посёлок Шапки Тосненского района Ленинградской области.

## Семья
- Мать — Александра Степановна[11] Куковерова
- Брат — Алексей Куковеров[12]
- Сестра — Валентина Куковерова[12]

## Награды
- Медаль «Партизану Отечественной войны» I степени
- Орден Отечественной войны I степени[13]

## Память
- На здании Шапкинского сельского совета была установлена «Памятная доска» Нине Куковеровой.
- Имя Нины Куковеровой в 1970 году было присвоено теплоходу, прослужившему до 1997 года.[14]
- Одна из улиц в Шапках носит имя Нины Куковеровой.